# Stenoma cecropia
Stenoma cecropia is een vlinder uit de familie van de sikkelmotten (Oecophoridae). De wetenschappelijke naam van de soort is voor het eerst geldig gepubliceerd in 1916 door Edward Meyrick. Stenoma impressella Busck is een synoniem.
Deze polyfage soort komt voor in Zuid-Amerika en is een plaaginsect die belangrijke schade toebrengt aan de oliepalmteelt in onder meer Colombia en Ecuador. De vrouwtjes leggen hun eitjes op de bladeren van de oliepalm en de larven voeden zich met die bladeren, zodat ze de plant ontbladeren. Naast oliepalmen kunnen ze nog diverse andere boomsoorten en teelten van o.a. koffie en cacao aanvallen.
De rupsen zijn lichtgeel met purperen langsstrepen en worden 20 tot 25 mm lang. De vleugelspanwijdte van de vrouwelijke insecten is 25 tot 30 mm.